# Tambora (jazyk)
Tambora je mrtvý jazyk, kterým mluvili lidé z takzvané Tamborské kultury ve střední části indonéského ostrova Sumbawa. Lidé z Tamborské kultury žili v jedné vesnici, která měla asi 10 000 obyvatel a která byla zcela zničena kvůli výbuchu sopky Tambora v roce 1815. Spolu s tamborskou kulturou tak vymřel i jazyk tambora. Byl to nejzápadnější papuánský jazyk.

## Zařazení
Jazyk je řazen mezi papuánské jazyky, papuánské jazyky ale nejsou jazykovou rodinou, je to pouze označení pro jazyky v oblasti jihovýchodní Asie a Oceánie, které se neřadí mezi austronéské jazyky. Protože se z jazyka dochovalo jen velmi málo ukázek a je velmi špatně zdokumentovaný, není známo do jaké jazykové rodiny patřil. Jedná se o neklasifikovaný jazyk.